# Непоціан (король Астурії)
Непоціан (*Nepociano, д/н — після 842) — король Астурії у 842 році.

## Біографія
Походив зі знатного вестготсько-баскського роду. Про батьків нічого невідомо, вважається, що Непоціан був родичем Альфонсо II по материнській лінії. Протягом панування короля Альфонсо II обіймав посаду comes palatii (палацового коміта, голови королівської охорони).
Після смерті Альфонсо II за підтримки астурійської знаті та басків обирається новим королем Астурії. Проти Непоціана виступив родич померлого короля — Раміро. Останній за підтримки галісійської знаті виступив проти короля Непоціана. У вирішальній битві біля річки Нарцея королівське військо зазнало поразки, а Непоціан потрапив у полон. Його було осліплено й запроторено до монастиря.